# Olympische Sommerspiele 2012/Badminton (Herreneinzel)
Der Einzelwettbewerb der Männer im Badminton bei den Olympischen Sommerspielen 2012 in London wurde vom 28. Juli bis zum 5. August in der Wembley Arena ausgetragen.
Von insgesamt 40 Teilnehmern wurden 16 Spieler, die auf die 16 Gruppen verteilt wurden, gesetzt. Den Gruppen wurden am 23. Juli zwei oder drei Spieler zugelost. In den Gruppen spielte jeder gegen jeden, der Gruppensieger qualifizierte sich für die nächste Runde, die im K.-o.-System gespielt wurde, bei der die Sieger die nächste Runde erreichten. Die Verlierer der Halbfinals spielten dann die Bronzemedaille aus.

## Setzliste
| Nr. | Spieler       | Erreichte Runde |
| --- | ------------- | --------------- |
| 01. | Lee Chong Wei | Silber          |
| 02. | Lin Dan       | Gold            |
| 03. | Chen Long     | Bronze          |
| 04. | Chen Jin      | Viertelfinale   |
| 05. | Peter Gade    | Viertelfinale   |
| 06. | Sho Sasaki    | Viertelfinale   |
| 07. | Lee Hyun-il   | 4. Platz        |
| 08. | Kenichi Tago  | Gruppenphase    |

| Nr. | Spieler          | Erreichte Runde |
| --- | ---------------- | --------------- |
| 09. | Simon Santoso    | Achtelfinale    |
| 10. | Nguyễn Tiến Minh | Gruppenphase    |
| 11. | Taufik Hidayat   | Achtelfinale    |
| 12. | Jan Ø. Jørgensen | Achtelfinale    |
| 13. | Son Wan-ho       | Achtelfinale    |
| 14. | Marc Zwiebler    | Achtelfinale    |
| 15. | Rajiv Ouseph     | Gruppenphase    |
| 16. | Wong Wing Ki     | Achtelfinale    |

## Resultate

### Gruppenphase

#### Gruppe A
| Athlet        | Spiele | gew. | verl. | Sätze gew. | Sätze verl. | Punkte |
| ------------- | ------ | ---- | ----- | ---------- | ----------- | ------ |
| Lee Chong Wei | 1      | 1    | 0     | 2          | 1           | 1      |
| Ville Lång    | 1      | 0    | 1     | 1          | 1           | 0      |

| 30. Juli 21:15 | 30. Juli 21:15 | 30. Juli 21:15 |
| Athlet 1       | Ergebnis       | Athlet 2       |
| -------------- | -------------- | -------------- |
| Lee Chong Wei  | 21–8 14–21 –11 | Ville Lång     |

#### Gruppe B
| Athlet              | Spiele | gew. | verl. | Sätze gew. | Sätze verl. | Punkte |
| ------------------- | ------ | ---- | ----- | ---------- | ----------- | ------ |
| Simon Santoso       | 2      | 2    | 0     | 4          | 0           | 2      |
| Raul Must           | 2      | 1    | 1     | 2          | 2           | 1      |
| Michael Lahnsteiner | 2      | 0    | 2     | 0          | 4           | 0      |

| Athlet 1            | Ergebnis       | Athlet 2            |
| 28. Juli 21:19      | 28. Juli 21:19 | 28. Juli 21:19      |
| ------------------- | -------------- | ------------------- |
| Michael Lahnsteiner | 14–21 18–21    | Raul Must           |
| 29. Juli 14:07      |                |                     |
| Simon Santoso       | 21–12 21–8     | Raul Must           |
| 31. Juli 14:07      |                |                     |
| Simon Santoso       | 21–11 21–7     | Michael Lahnsteiner |

#### Gruppe C
| Athlet             | Spiele | gew. | verl. | Sätze gew. | Sätze verl. | Punkte |
| ------------------ | ------ | ---- | ----- | ---------- | ----------- | ------ |
| Niluka Karunaratne | 1      | 1    | 0     | 2          | 0           | 1      |
| Kenichi Tago       | 1      | 0    | 1     | 0          | 2           | 0      |

| 30. Juli 10:07 | 30. Juli 10:07 | 30. Juli 10:07     |
| Athlet 1       | Ergebnis       | Athlet 2           |
| -------------- | -------------- | ------------------ |
| Kenichi Tago   | 18–21 16–21    | Niluka Karunaratne |

#### Gruppe D
| Athlet            | Spiele | gew. | verl. | Sätze gew. | Sätze verl. | Punkte |
| ----------------- | ------ | ---- | ----- | ---------- | ----------- | ------ |
| Kashyap Parupalli | 2      | 2    | 0     | 4          | 0           | 2      |
| Nguyễn Tiến Minh  | 2      | 1    | 1     | 2          | 3           | 1      |
| Yuhan Tan         | 2      | 0    | 2     | 1          | 4           | 0      |

| Athlet 1          | Ergebnis        | Athlet 2          |
| 28. Juli 10:42    | 28. Juli 10:42  | 28. Juli 10:42    |
| ----------------- | --------------- | ----------------- |
| Kashyap Parupalli | 21–14 21–12     | Yuhan Tan         |
| 29. Juli 20:07    |                 |                   |
| Nguyễn Tiến Minh  | 17–21 –14 21–10 | Yuhan Tan         |
| 31. Juli 09:30    |                 |                   |
| Nguyễn Tiến Minh  | 9–21 14–21      | Kashyap Parupalli |

#### Gruppe E
| Athlet          | Spiele | gew. | verl. | Sätze gew. | Sätze verl. | Punkte |
| --------------- | ------ | ---- | ----- | ---------- | ----------- | ------ |
| Chen Long       | 1      | 1    | 0     | 2          | 0           | 1      |
| Boonsak Ponsana | 1      | 0    | 1     | 0          | 2           | 0      |

| 29. Juli 13:40 | 29. Juli 13:40 | 29. Juli 13:40  |
| Athlet 1       | Ergebnis       | Athlet 2        |
| -------------- | -------------- | --------------- |
| Chen Long      | 21–12 21–17    | Boonsak Ponsana |

#### Gruppe F
| Athlet         | Spiele | gew. | verl. | Sätze gew. | Sätze verl. | Punkte |
| -------------- | ------ | ---- | ----- | ---------- | ----------- | ------ |
| Wong Wing Ki   | 2      | 2    | 0     | 4          | 0           | 2      |
| Brice Leverdez | 2      | 1    | 1     | 2          | 2           | 1      |
| Edwin Ekiring  | 2      | 0    | 2     | 0          | 4           | 0      |

| Athlet 1       | Ergebnis       | Athlet 2       |
| 28. Juli 20:44 | 28. Juli 20:44 | 28. Juli 20:44 |
| -------------- | -------------- | -------------- |
| Edwin Ekiring  | 12-21 11-21    | Brice Leverdez |
| 30. Juli 09:30 |                |                |
| Wong Wing Ki   | 21–10 21–8     | Edwin Ekiring  |
| 31. Juli 21:50 |                |                |
| Wong Wing Ki   | 21–11 21–16    | Brice Leverdez |

#### Gruppe G
| Athlet        | Spiele | gew. | verl. | Sätze gew. | Sätze verl. | Punkte |
| ------------- | ------ | ---- | ----- | ---------- | ----------- | ------ |
| Peter Gade    | 1      | 1    | 0     | 2          | 0           | 1      |
| Pedro Martins | 1      | 0    | 1     | 0          | 2           | 0      |

| 30. Juli 20:44 | 30. Juli 20:44 | 30. Juli 20:44 |
| Athlet 1       | Ergebnis       | Athlet 2       |
| -------------- | -------------- | -------------- |
| Peter Gade     | 21–14 21–8     | Pedro Martins  |

#### Gruppe H
| Athlet          | Spiele | gew. | verl. | Sätze gew. | Sätze verl. | Punkte |
| --------------- | ------ | ---- | ----- | ---------- | ----------- | ------ |
| Son Wan-ho      | 2      | 2    | 0     | 4          | 0           | 2      |
| Wladimir Iwanow | 2      | 1    | 1     | 2          | 2           | 1      |
| Hsu Jen-hao     | 2      | 0    | 2     | 0          | 4           | 0      |

| Athlet 1       | Ergebnis       | Athlet 2        |
| 28. Juli 13:40 | 28. Juli 13:40 | 28. Juli 13:40  |
| -------------- | -------------- | --------------- |
| Son Wan-ho     | 21–15 21–19    | Wladimir Iwanow |
| 30. Juli 13:07 |                |                 |
| Hsu Jen-hao    | 15–21 13–21    | Wladimir Iwanow |
| 31. Juli 13:44 |                |                 |
| Son Wan-ho     | 21–14 21–10    | Hsu Jen-hao     |

#### Gruppe I
| Athlet              | Spiele | gew. | verl. | Sätze gew. | Sätze verl. | Punkte |
| ------------------- | ------ | ---- | ----- | ---------- | ----------- | ------ |
| Jan Ø. Jørgensen    | 2      | 2    | 0     | 4          | 0           | 2      |
| Derek Wong Zi Liang | 2      | 1    | 1     | 2          | 2           | 1      |
| Misha Zilberman     | 2      | 0    | 2     | 0          | 4           | 0      |

| Athlet 1         | Ergebnis       | Athlet 2            |
| 28. Juli 20:54   | 28. Juli 20:54 | 28. Juli 20:54      |
| ---------------- | -------------- | ------------------- |
| Jan Ø. Jørgensen | 21–13 21–12    | Misha Zilberman     |
| 29. Juli 13:33   |                |                     |
| Misha Zilberman  | 9-21 15-21     | Derek Wong Zi Liang |
| 31. Juli 19:09   |                |                     |
| Jan Ø. Jørgensen | 21–17 21–14    | Derek Wong Zi Liang |

#### Gruppe J
| Athlet          | Spiele | gew. | verl. | Sätze gew. | Sätze verl. | Punkte |
| --------------- | ------ | ---- | ----- | ---------- | ----------- | ------ |
| Lee Hyun-il     | 1      | 1    | 0     | 2          | 0           | 1      |
| Rodrigo Pacheco | 1      | 0    | 1     | 0          | 2           | 0      |

| 29. Juli 21:05 | 29. Juli 21:05 | 29. Juli 21:05  |
| Athlet 1       | Ergebnis       | Athlet 2        |
| -------------- | -------------- | --------------- |
| Lee Hyun-il    | 21–12 21–7     | Rodrigo Pacheco |

#### Gruppe K
| Athlet                | Spiele | gew. | verl. | Sätze gew. | Sätze verl. | Punkte |
| --------------------- | ------ | ---- | ----- | ---------- | ----------- | ------ |
| Marc Zwiebler         | 2      | 2    | 0     | 4          | 1           | 2      |
| Dmytro Zavadsky       | 2      | 1    | 1     | 3          | 2           | 1      |
| Mohamed Ajfan Rasheed | 2      | 0    | 2     | 0          | 4           | 0      |

| Athlet 1              | Ergebnis        | Athlet 2              |
| 28. Juli 21:09        | 28. Juli 21:09  | 28. Juli 21:09        |
| --------------------- | --------------- | --------------------- |
| Marc Zwiebler         | 21–9 21–6       | Mohamed Ajfan Rasheed |
| 30. Juli 13:44        |                 |                       |
| Mohamed Ajfan Rasheed | 8-21 8-21       | Dmytro Zavadsky       |
| 31. Juli 19:44        |                 |                       |
| Marc Zwiebler         | 17-21 -10 21-16 | Dmytro Zavadsky       |

#### Gruppe L
| Athlet           | Spiele | gew. | verl. | Sätze gew. | Sätze verl. | Punkte |
| ---------------- | ------ | ---- | ----- | ---------- | ----------- | ------ |
| Chen Jin         | 1      | 1    | 0     | 1          | 0           | 1      |
| Przemysław Wacha | 1      | 0    | 1     | 0          | 1           | 0      |

| 30. Juli 19:40 | 30. Juli 19:40 | 30. Juli 19:40   |
| Athlet 1       | Ergebnis       | Athlet 2         |
| -------------- | -------------- | ---------------- |
| Chen Jin       | 21–15 21–8     | Przemysław Wacha |

#### Gruppe M
| Athlet           | Spiele | gew. | verl. | Sätze gew. | Sätze verl. | Punkte |
| ---------------- | ------ | ---- | ----- | ---------- | ----------- | ------ |
| Kevin Cordón     | 2      | 2    | 0     | 4          | 2           | 2      |
| Rajiv Ouseph     | 2      | 1    | 1     | 3          | 3           | 1      |
| Henri Hurskainen | 2      | 0    | 2     | 2          | 4           | 0      |

| Athlet 1       | Ergebnis          | Athlet 2         |
| 28. Juli 13:42 | 28. Juli 13:42    | 28. Juli 13:42   |
| -------------- | ----------------- | ---------------- |
| Kevin Cordón   | 15–21 –12 21–14   | Henri Hurskainen |
| 29. Juli 20:15 |                   |                  |
| Rajiv Ouseph   | 22–20 17–21 –15   | Henri Hurskainen |
| 31. Juli 13:40 |                   |                  |
| Rajiv Ouseph   | 21–12 19–21 19–21 | Kevin Cordón     |

#### Gruppe N
| Athlet            | Spiele | gew. | verl. | Sätze gew. | Sätze verl. | Punkte |
| ----------------- | ------ | ---- | ----- | ---------- | ----------- | ------ |
| Sho Sasaki        | 1      | 1    | 0     | 2          | 0           | 1      |
| Virgil Soeroredjo | 1      | 0    | 1     | 0          | 2           | 0      |

| 29. Juli 21:42 | 29. Juli 21:42 | 29. Juli 21:42    |
| Athlet 1       | Ergebnis       | Athlet 2          |
| -------------- | -------------- | ----------------- |
| Sho Sasaki     | 21–12 21–7     | Virgil Soeroredjo |

#### Gruppe O
| Athlet         | Spiele | gew. | verl. | Sätze gew. | Sätze verl. | Punkte |
| -------------- | ------ | ---- | ----- | ---------- | ----------- | ------ |
| Taufik Hidayat | 2      | 2    | 0     | 4          | 0           | 2      |
| Pablo Abián    | 2      | 1    | 1     | 2          | 3           | 1      |
| Petr Koukal    | 2      | 0    | 2     | 1          | 4           | 0      |

| Athlet 1       | Ergebnis        | Athlet 2       |
| 28. Juli 13:05 | 28. Juli 13:05  | 28. Juli 13:05 |
| -------------- | --------------- | -------------- |
| Taufik Hidayat | 21–8 21–8       | Pablo Abián    |
| 29. Juli 20:54 |                 |                |
| Pablo Abián    | 21–17 16–21 –16 | Petr Koukal    |
| 31. Juli 21:42 |                 |                |
| Taufik Hidayat | 22–20 21–11     | Petr Koukal    |

#### Gruppe P
| Athlet      | Spiele | gew. | verl. | Sätze gew. | Sätze verl. | Punkte |
| ----------- | ------ | ---- | ----- | ---------- | ----------- | ------ |
| Lin Dan     | 1      | 1    | 0     | 2          | 0           | 1      |
| Scott Evans | 1      | 0    | 1     | 0          | 2           | 0      |

| 30. Juli 20:15 | 30. Juli 20:15 | 30. Juli 20:15 |
| Athlet 1       | Ergebnis       | Athlet 2       |
| -------------- | -------------- | -------------- |
| Lin Dan        | 21–8 21–14     | Scott Evans    |

### Finalrunde
|  | Erste Runde | Erste Runde        | Erste Runde | Erste Runde | Erste Runde |  |  | Zweite Runde | Zweite Runde      | Zweite Runde | Zweite Runde | Zweite Runde |    |               | Halbfinale | Halbfinale      | Halbfinale      | Halbfinale      | Halbfinale      |                 |    | Spiel um Gold | Spiel um Gold | Spiel um Gold | Spiel um Gold | Spiel um Gold |
|  |             |                    |             |             |             |  |  |              |                   |              |              |              |    |               |            |                 |                 |                 |                 |                 |    |               |               |               |               |               |
|  | A1          | Lee Chong Wei      | 21          | 21          |             |  |  |              |                   |              |              |              |    |               |            |                 |                 |                 |                 |                 |    |               |               |               |               |               |
|  | B1          | Simon Santoso      | 12          | 8           |             |  |  | A1           | Lee Chong Wei     | 21           | 21           |              |    |               |            |                 |                 |                 |                 |                 |    |               |               |               |               |               |
|  | C1          | Niluka Karunaratne | 14          | 21          | 9           |  |  | D1           | Kashyap Parupalli | 19           | 11           |              |    |               |            |                 |                 |                 |                 |                 |    |               |               |               |               |               |
|  | D1          | Kashyap Parupalli  | 21          | 15          | 21          |  |  |              |                   |              |              |              | A1 | Lee Chong Wei | 21         | 21              |                 |                 |                 |                 |    |               |               |               |               |               |
|  | E1          | Chen Long          | 21          | 21          |             |  |  |              |                   |              |              |              |    | E1            | Chen Long  | 13              | 14              |                 |                 |                 |    |               |               |               |               |               |
|  | F1          | Wong Wing Ki       | 17          | 17          |             |  |  | E1           | Chen Long         | 21           | 21           |              |    |               |            |                 |                 |                 |                 |                 |    |               |               |               |               |               |
|  | G1          | Peter Gade         | 21          | 21          |             |  |  | G1           | Peter Gade        | 16           | 13           |              |    |               |            |                 |                 |                 |                 |                 |    |               |               |               |               |               |
|  | H1          | Son Wan-ho         | 9           | 16          |             |  |  |              |                   |              |              |              | A1 | Lee Chong Wei | 21         | 10              | 19              |                 |                 |                 |    |               |               |               |               |               |
|  | I1          | Jan Ø. Jørgensen   | 17          | 13          |             |  |  |              | P1                | Lin Dan      | 15           | 21           | 21 |               |            |                 |                 |                 |                 |                 |    |               |               |               |               |               |
|  | J1          | Lee Hyun-il        | 21          | 21          |             |  |  | J1           | Lee Hyun-il       | 21           | 21           |              |    |               |            |                 |                 |                 |                 |                 |    |               |               |               |               |               |
|  | K1          | Marc Zwiebler      | 21          | 12          | 9           |  |  | L1           | Chen Jin          | 15           | 16           |              |    |               |            |                 |                 |                 |                 |                 |    |               |               |               |               |               |
|  | L1          | Chen Jin           | 19          | 21          | 21          |  |  |              |                   |              |              |              | J1 | Lee Hyun-il   | 12         | 10              |                 |                 |                 |                 |    |               |               |               |               |               |
|  | M1          | Kevin Cordón       | 21          | 10          |             |  |  |              | P1                | Lin Dan      | 21           | 21           |    |               |            | Spiel um Bronze | Spiel um Bronze | Spiel um Bronze | Spiel um Bronze | Spiel um Bronze |    |               |               |               |               |               |
|  | N1          | Shō Sasaki         | 23          | 21          |             |  |  | N1           | Shō Sasaki        | 12           | 21           | 16           |    |               |            |                 |                 | E1              | Chen Long       | 21              | 15 | 21            |               |               |               |               |
|  | O1          | Taufik Hidayat     | 9           | 12          |             |  |  | P1           | Lin Dan           | 21           | 16           | 21           |    |               | J1         | Lee Hyun-il     | 12              | 21              | 15              |                 |    |               |               |               |               |               |
|  | P1          | Lin Dan            | 21          | 21          |             |  |  |              |                   |              |              |              |    |               |            |                 |                 |                 |                 |                 |    |               |               |               |               |               |

Lin Dan aus China ist damit der erste Badmintonspieler, der seinen Olympiasieg wiederholen konnte.

Schon 2008 standen sich Lin Dan und Lee Chong Wei (Malaysia) im Finale gegenüber. Dan gewann das Finale mit 21:12 und 21:8.

Der Viertplatzierte, Lee Hyun-il aus Südkorea, scheiterte 2008 ebenfalls im Spiel um die Bronzemedaille. Damals verlor er mit 16:21, 21:12 und 14:21 gegen den Chinesen Chen Jin.